# Шиц, Этель
Этель Шиц (пол. Etel Szyc, род. 26 сентября 1960, Люблин, ПНР) — польская актриса театра и кино, активистка еврейской диаспоры в Польше.

## Биография
Родилась в Люблине в еврейской семье поэта Нухима Шица (1921—1990) и его жены Клары. Окончила среднюю школу и музыкальную школу по классу фортепиано. По специальности учитель начальных классов, имеет степень магистра. В 1989 году экстерном сдала экзамен для актеров драмы в Варшаве. С 1988 по 1997 год — актриса Еврейского театра в Варшаве. С 1994 года преподаватель в частной еврейской школе № 94 Лаудер-Мораша в Варшаве. Ведет занятия по еврейской культуре, еврейской музыке и песне, израильским танцам, театру. Директор программ по еврейской истории и традиции. Координатор межшкольной программы «Другие — такие же как мы». Инструктор Клуба при Общественно-культурной ассоциации евреев Польши, организует программы для варшавского отделения Клуба.
С 2002 года ведёт детские семинары на Фестивале еврейской культуры в Кракове, а с 2004 года — на Фестивале еврейской культуры в Варшаве. Этель Шиц провела множество семинаров на еврейские темы для детей и юношества в Варшаве и других городах Польши. Активный участник культурной жизни еврейских общин Варшавы и Люблина. Сотрудничает со всеми еврейскими организациями, устраивает различные мероприятия. С 2007 года — председатель Фонда имени Ирены Сендлер.

## Карьера
| Фильмография Актриса 2016 : Волынь 2011 : В темноте 2001 : Лики смерти 2001 : Пианист 2000 : Daleko od okna 1997 : Boża podszewka 1993 : Список Шиндлера — женщина из гетто 1993: Dwa księżyce 1991 : Jeszcze tylko ten las 1991: Cheat 1990 : Mój izkor. Pamięci tych, którzy odeszli na zawsze 1989 : Odbicia 1989: Gorzka miłość 1988 : Skrzypce Rotszylda 1986 : Z podniesionymi rekami (Фильм о Варшавском гетто) 1985 : War and love 1982 : Аустерия | - 2004: Ninas resa - 2001: Powstanie |